# ジェリー・ディポート
- ジェリー・ディポト

ジェラルド・ピーター・ディポート(Gerard Peter Dipoto, 1968年5月24日 - )は、アメリカ合衆国の元プロ野球選手。現在はシアトル・マリナーズの野球運営部門社長を務めている。ボストン・レッドソックスのスカウト、アリゾナ・ダイヤモンドバックスのスカウト・選手人事部長、ロサンゼルス・エンゼルス・オブ・アナハイム、シアトル・マリナーズのゼネラルマネージャーを務めた。

## 経歴

### プロ入りまで
ディポートは父ジェラルド、母バーバラのもとに生まれ、2人の兄弟マークとロリがいる。ニュージャージー州トムズリバーのトムズリバー北高校とバージニアコモンウェルス大学(VCU)の野球チームVCUラムズに所属した。

### プロ入り
1989年のMLBドラフトでクリーブランド・インディアンスから3巡目に指名され、1993年にメジャーデビューする。
1994年のシーズン終了後に、ジェロミー・バーニッツ、ジョー・ロアとのトレードでポール・バード、デイブ・ムリッキとマイナーリーグ選手1名とともにニューヨーク・メッツに移籍した。
1996年のシーズン終了後に、アーマンド・レイノソとのトレードでコロラド・ロッキーズに移籍した。

### プロ引退後
2001年に引退を決断したディポートは、コロラド・ロッキーズのフロントオフィスで当時ゼネラルマネージャーだったダン・オダウド の特別補佐に就任した。
2003年、ボストン・レッドソックスのゼネラルマネジャーだったセオ・エプスタインのもとでスカウトを務め、2004年にはレッドソックスがワールドシリーズを制覇し、フロントオフィスの一員として名を連ねた。
2005年、コロラド・ロッキーズにスカウト部長として復帰。2006年、ディポートがロッキーズの選手だった時代に、アシスタント・ゼネラルマネジャーを務めていたジョシュ・バーンズが、アリゾナ・ダイヤモンドバックスのゼネラルマネージャーに就任すると、ディポートはバーンズと共にアリゾナへと飛び、ダイヤモンドバックスのスカウト兼選手人事部長に就任した。2010年7月1日にバーンズが解任されると、ディポートが暫定ゼネラルマネージャーに就任。9月22日にケビン・タワーズが正式なゼネラルマネージャーとして就任したが、ディポートはダイヤモンドバックスに残留した。
2011年10月28日、トニー・リーギンスの後任としてロサンゼルス・エンゼルス・オブ・アナハイムのゼネラルマネージャーに就任した。オーナーのアルテ・モレノは、「ジェリーをGMにしたのは、彼の野球に対する分析手法がとても気に入ったことが理由の1つだ」と述べている。しかし、監督のマイク・ソーシアはチームの意思決定における分析の使用に関して異を唱え、2人の間に亀裂が生じ始めた。2012年5月15日、チームの打撃不振を理由にソーシアの友人でもあったミッキー・ハッチャー打撃コーチをディポートが解雇し両者の対立が表面化、2013年には「エンゼルスは監督とGMのどちらを選ぶのか？」という事態にまで発展した。オフシーズンにミーティングを重ね、2014年1月にはフロントオフィスとコーチングスタッフ全員の本格的な首脳会議を開催するなど両者は和解、シーズンでは5年ぶりのプレーオフ進出を果たすなど光明が差した。しかし2015年シーズン、フロントオフィスが作成した統計リポートの一部を、ソーシアやコーチ陣が選手に配布していなかった事が判明し、ディポートとソーシアの対立がより深刻化。7月1日に辞任する事となった。
2015年8月12日、ボストン・レッドソックスの顧問に就任した。
2015年9月28日、ジャック・ズレンシックの後任としてシアトル・マリナーズのゼネラルマネージャーに就任した。前GM時代から引き継がれた長期給与による肥大化したロスターや、一時メジャーワーストと評されたファーム・システムを持つマリナーズに就任したディポートは、大幅なコストカットとファーム・システムの再構築に着手した。フェリックス・ヘルナンデス、ネルソン・クルーズらの長期契約終了時期に合わせ、ロビンソン・カノ、ジーン・セグラ、エドウィン・ディアス、ジェームズ・パクストンなどの主力選手を次々とトレードで放出し、メジャーデビューから間もないミッチ・ハニガー、J.P.クロフォード、タイ・フランス、アンドレス・ムニョス、マルコ・ゴンザレスら若手選手の獲得、さらに傘下のマイナーチームにはトレードやドラフト指名、アマチュアFA獲得も加えフリオ・ロドリゲス、ローガン・ギルバート、ジョージ・カービー、カル・ローリー、マット・ブラッシュ、ジャレッド・ケルニックらを筆頭とした有望株達が名を連ね、ベースボール・アメリカ誌にメジャー全球団1位と評価されるファーム・システムの構築に成功した。
2021年9月1日、シアトル・マリナーズの野球運営部門社長（プレジデント・オブ・ベースボール・オペレーション）へと昇格。若手中心のチームで90勝を挙げ貯金18、プレーオフ進出まで2ゲーム差という成績を収め再建に手応えを得たディポートは、同年11月にサイ・ヤング賞を受賞したロビー・レイとの契約に成功、2022年に入りエウヘニオ・スアレス、ジェシー・ウィンカーらをトレードで獲得、さらに7月29日には複数の競合球団が狙う中でルイス・カスティーヨのトレード獲得に成功するなど手腕を発揮。同年9月30日、マリナーズは21年ぶりとなるプレーオフ進出を決めた。

## プライベート
妻と3人の子供がいる。1994年に甲状腺癌の手術を受け、克服している。

## 詳細情報

### 年度別投手成績
| 年 度    | 球 団    | 登 板 | 先 発 | 完 投 | 完 封 | 無 四 球 | 勝 利 | 敗 戦 | セ 丨 ブ | ホ 丨 ル ド | 勝 率 | 打 者 | 投 球 回 | 被 安 打 | 被 本 塁 打 | 与 四 球 | 敬 遠 | 与 死 球 | 奪 三 振 | 暴 投 | ボ 丨 ク | 失 点 | 自 責 点 | 防 御 率 | W H I P |
| -------- | -------- | ----- | ----- | ----- | ----- | -------- | ----- | ----- | -------- | ----------- | ----- | ----- | -------- | -------- | ----------- | -------- | ----- | -------- | -------- | ----- | -------- | ----- | -------- | -------- | ------- |
| 1993     | CLE      | 46    | 0     | 0     | 0     | 0        | 4     | 4     | 11       | --          | .500  | 247   | 56.1     | 57       | 0           | 30       | 7     | 1        | 41       | 0     | 0        | 21    | 15       | 2.40     | 1.54    |
| 1994     | CLE      | 7     | 0     | 0     | 0     | 0        | 0     | 0     | 0        | --          | ----  | 79    | 15.2     | 26       | 1           | 10       | 0     | 1        | 9        | 0     | 0        | 14    | 14       | 8.04     | 2.30    |
| 1995     | NYM      | 58    | 0     | 0     | 0     | 0        | 4     | 6     | 2        | --          | .400  | 330   | 78.2     | 77       | 2           | 29       | 8     | 4        | 49       | 3     | 1        | 41    | 33       | 3.78     | 1.35    |
| 1996     | NYM      | 57    | 0     | 0     | 0     | 0        | 7     | 2     | 0        | --          | .778  | 364   | 77.1     | 91       | 5           | 45       | 8     | 3        | 52       | 3     | 3        | 44    | 36       | 4.19     | 1.76    |
| 1997     | COL      | 74    | 0     | 0     | 0     | 0        | 5     | 3     | 16       | --          | .625  | 422   | 95.2     | 108      | 6           | 33       | 5     | 4        | 74       | 4     | 1        | 56    | 50       | 4.70     | 1.47    |
| 1998     | COL      | 68    | 0     | 0     | 0     | 0        | 3     | 4     | 19       | --          | .429  | 295   | 71.1     | 61       | 8           | 25       | 3     | 3        | 49       | 7     | 0        | 31    | 28       | 3.53     | 1.21    |
| 1999     | COL      | 63    | 0     | 0     | 0     | 0        | 4     | 5     | 1        | 15          | .444  | 379   | 86.2     | 91       | 10          | 44       | 4     | 3        | 69       | 6     | 0        | 44    | 41       | 4.26     | 1.56    |
| 2000     | COL      | 17    | 0     | 0     | 0     | 0        | 0     | 0     | 0        | 3           | ----  | 59    | 13.2     | 16       | 1           | 5        | 2     | 0        | 9        | 0     | 0        | 6     | 6        | 3.95     | 1.54    |
| MLB：8年 | MLB：8年 | 390   | 0     | 0     | 0     | 0        | 27    | 24    | 49       | *18         | .529  | 2175  | 495.1    | 527      | 33          | 221      | 37    | 19       | 352      | 23    | 5        | 257   | 223      | 4.05     | 1.51    |

- 「-」は記録なし
- 通算成績の「*数字」は不明年度があることを示す